# Sárosi Ferenc
Sárosi Ferenc, Schauer Ferenc (Pest vagy Brünn, 1855 – Budapest, Erzsébetváros, 1913. november 28.) zeneszerző, karmester.

## Életútja
Schauer Ignác és Kostka Antónia fiaként született. Apja a Nemzeti Színház zenekari tagja volt, a fiú több hangszeren játszott, mint gimnazista, a kegyesrendiek istentiszteletén ő orgonált. Rendkívül nagy ambícióval indult pályájának. Előbb gimnáziumi érettségit tett, majd az egyetemre iratkozott és elvégezte a teológiai fakultást. De a szíve visszavonzotta múzsájához, a zenéhez, amelynek titkait kora ifjúságában elleste. Apja révén, már 1872. augusztus 10-től a Nemzeti Színház zenekari tagja volt (ott tartották az operaelőadásokat) és a kisdobot és a vele rokon ütőhangszereket kezelte. Közben megtanult egy csomó hangszert, s a zongorán, orgonán kívül remekül játszott fuvolán, hegedűn, gordonkán, violán, vadászkürtön és hárfán. Majd korrepetitora lett az Operaház magánénekeseinek és Bianchi Biankát, Maleczkyékat, Perottit, Ódryt stb. nagy sikereikben ízléses és gondos tanítással támogatta. Első nagyobbszabású műve az Atala című Peruban játszódó drámai opera volt (Váradi Antal szövegével), melyet (a színlapon még családi nevével) 1881. november 5-én adtak elő a Nemzeti Színházban. 1885. június 20-án színrehozták a Magyar Királyi Operaházban is, a két helyen összesen tizenöt előadást ért meg. 

„Zenéje Meyerbeer, Gounod, Massenet furcsa keveréke, melyben alig van néhány sikerült, őszinte dallam. [...] Az Atala legfőbb hibája, hogy unalmas, érdektelen.”

– Németh Amadé

Második nagy operája: Abencerage, szövegkönyvét szintén Chateaubriand egy ismert drámai novellája nyomán Bartók Lajos írta meg. Az Operaház, 1887. január 4-én, Sárosi névvel mutatta be, a hatodik előadás után lekerült a repertoárról. Sárosi/Schauer maradt a régi Nemzeti Színháznál karmesternek. A Nemzeti Színháznál azonban kevés alkalma nyílt ahhoz, hogy talentumát érvényesítse és így beérte azzal, hogy színpadi használatra írjon kisebb-nagyobb zeneszámokat. A Nemzeti Színház könyvtárában légiónyi szerzeménye van Sárosinak: nyitányok, karénekek, melodramatikus zeneszámok, különféle szólamok. Zeneiránya középutat tart az új és a klasszikus opera-stílusok közt.

## Fontosabb művei
- Atala (Chateaubriand nyomán Váradi Antal, 1881)
- Abencerage (Chateaubriand nyomán Bartók Lajos, 1887)
- Bevezető zene a Nemzeti Színház ötvenéves jubileumára (1887)